# Ерколе II д'Есте
Е́рколе II д'Е́сте  (італ. Ercole II d'Este; 4 квітня 1508 — 3 жовтня 1559) — 4-й герцог феррарський, моденський і реджоський (1534—1559). Представник шляхетного італійського Естенського дому. Син феррарського герцога Альфонсо I д'Есте. При ньому Феррара стала важливим культурним центром півночі Італії. Помер у Феррарі. Похований у Феррарському монастирі Тіла Господнього.

## Імена
- Геркулес II Естенський (лат. Hercules I Estensis) — у тогочасних і пізніших латинських документах, з тронним номером, або без нього, з родинним іменем Естенського дому, узятим від міста Есте.
- Ерколе II д'Есте, Ерколе I з Есте, або Ерколе I Естенський (італ. Ercole I d'Este) — за родовим іменем.
- Ерколе II Феррарський (італ. Ercole I di Ferrara) — за назвою герцогства.

## Біографія

### Походження та сімейні зв'язки
Походив з династії Есте. Старший син герцога Альфонс I і Лукреції Борджіа. Народився 1508 року у Феррарі. За словами тогочасного літописця Філіппо Конті, під час святкування його народження в місті сталися різні пожежі та пошкодження.
По материнській лінії його дідом був папа Олександр VI, дядьком Чезаре Борджіа, а Франческо Борджіа — кузеном.
По батьківській лінії був родичем Ізабелли Есте та кардинала Іполіта Есте. Його брат, Іполіт II, архієпископ Мілану і кардинал побудував знамениту Віллу Есте в Тіволі.
Здобув всебічну освіту. В рамках політичних домовленостей батька у квітні 1528 року одружився з Рене або Ренатою Французькою, другою дочкою Людовика XII. Весілля відбулося в Парижі, в Сент-Шапель,і Рената отримала від Франціска I короля Франції значний посаг і численні доходи. Завдяки дружині Ерколе став герцогом Шартру, графом Жизору і сеньором Монтаржі,

### Герцог Феррари, Модени та Реджо
У жовтні 1534 року після смерті батька успадкував владу. Протягом перших років він міг підтримувати політичний баланс між різними потребами сім'ї та могутніх сусідів. Він зміг утримувати політичний тиск Іспанії та Франції і, зокрема, скористався відносним миром через панування Іспанії того періоду. Йому довелося протистояти постійним проханням Папського престол щодо висилки з Феррари тих, кого підозрювали в єресі, тобто лютеранстві. 1536 року його дружину звинуватили у належності до протестантів.
Він продовжив політику толерантності до сефардів, які втекли з Іспанії та Португалії, завдяки чому розширив та збагатив торгівлю
Відновив політику нейтралітета, маневрування між Францією, Священною Римською імперією, Іспанією та Папським престолом. Тому він утримувався від участі у війнах 1536, 1542 та 1552 років. Ерколе II також вдалося вирішити суперечку з папством, що виникла через його небажання впроваджувати додаткові податки для війни з Османською імперією. З цієї причини папа римський Павло III мало не мав намір відлучити його від церкви. Цього не сталося лише завдяки угоді, укладеній у 1539 році Франческо, братом герцога, яка передбачала виплату курії 180 тис. золотих дукатів. До 1543 року поступово позбавив французів усіх провідних посад.
Водночас продовжував активно розбудовувати Феррару. Тут реконструйовано Бельведер і Бельрігуардо, побудовано палаццо делла Монтанья і Ротонда делла Монтаньола. Головна дорога міста, Джовекка, була заасфальтована в 1547 році. Між 1540 і 1547 роками в Коппі була побудована нова резиденція. Водночас відбувалася реконструкція Модени, де до 1550 року було зведено нову систему укріплень.
З метою подолання руйнівних для Моженського герцогства паводків річки Секкія (притоку По) 1550 року наказав інженеру Феррарі Джованні Марії Оробоні виконати гідрологічні роботи. Роботи тривали до 1560 року.
1554 року висунув звинувачення дружині в листі до французького короля Генріха II. Пізніше вона визнала цей факт, але не зазнала якогось покарання, оскільки формально порвала з протестантизмом. Під тиском папської курії, протестанти були вигнані з Феррари, а герцогиня потай продовжила свою діяльність. Того ж року доручив Джироламо да Карпі відбудувати замок Кастело Естенсе, який постраждав від пожежі. Підняті вежі та стіни-занавеси, і створено сад для насолоди герцогинь. Герцогські апартаменти прикрашені.
У 1556 році Ерколе II перейшов на бік коаліції папи римського Павла IV і французького короля проти Іспанії, очоливши командувати лігою. Але після того, як Генріх II проявив інтерес до захоплення Неаполю, Ерколе II відмовився від угоди, оскільки хотів, щоб король Франції захопив Мілан. У 1557 році будівництвом двох нових фортів було започатковано будівництво бастіонної системи. За посередництва Козімо I Медічі, герцога Флорентійського, 18 травня 1558 року герцог Феррари уклав угоду з Іспанією, яка дозволила йому зберегти свої володіння недоторканними.
У 1558 році він ввів у експлуатацію канал Ченто, який забезпечив водами з річки По регіон в герцогстві Феррара, а також води, що йшли з пагорбів на південь від Сан-Джованні-ін-Персічето. Він також запланує санітарну обробку 23 тис. га на Полесіне да Сан-Джованні Баттіста-ді-Феррара, але не встиг. Усі свої масштабні будівельні та гидрологічні роботи здійснював з урахування доходів, утримуючи позитивний баланс бюджету.

## Культурна діяльність
Двір Феррари за його панування залишався важливим культурним центром не тільки для поширення Реформації в Італії, завдяки підтримці його дружини Рене (тут побували діячі протестантського руху з Італії, Франції, Німеччини та Женеви, насамперед Жан Кальвін у 1536 році, її секретарями служили деякий час Ліон Жаме і Клеман Маро), але й для меценатства. При його дворі мешкали Бернардо Тассо та Фульвіо Пеллегріні Морато. Для герцога приїжджали та працювали такі знамениті живописці та скульптори, як Тіціан, Джуліо Романо, Пеллегріно Тібальді, Якопо Сансовіно; розквітало виробництво художніх килимів та шпалер; влаштовувалися пишні свята. Активно підтримував розвиток Феррарського університету. Заборонив дуелі.
Згідно з Джованні Піко делла Мірандола, Ерколе II вірив у плідний діалог між юдейською та християнською доктринами.

## Родина
Дружина — Рене, донька Людовика XII, короля Франції
Діти:
- Анна (1531—1607) — дружина: 1) герцога Франсуа де Гіза; 2) Жак II Савойський, герцог Немур і Женеви
- Альфонсо II д'Есте (1533—1597), герцог феррарський, моденський і реджоський (1559—1597).
- Лукреція (1535—1598) — дружина Франческо Марія II делла Ровере, герцога Урбіно
- Елеонора (1537—1581)
- Луїджі (1538—1586) — кардинал